# Consegna delle chiavi (Donatello)
La Consegna delle chiavi è un rilievo marmoreo in stile "stiacciato" di Donatello, databile agli anni 1430 e oggi conservato nel Victoria and Albert Museum di Londra. L'opera ha forma rettangolare e misura 41x114,5 cm.

## Storia
Non si conosce la collocazione originaria del rilievo, che è registrato nel 1492 nell'inventario di palazzo Medici alla morte di Lorenzo il Magnifico e nel 1591 a palazzo Salviati a Firenze.
Presenta un soggetto alquanto inconsueto e forse fa parte di una serie di opere per la devozione privata scolpite in quegli anni, ma più probabilmente decorava l'altare originale della Cappella Brancacci o forse la base della nicchia di Orsanmichele con il san Pietro.

## Descrizione e stile
Il centro della scena mostra la figura di Cristo che sta ascendendo, circondato dagli apostoli disposti a semicerchio, dalla Vergine inginocchiata, da angeli e cherubini. Ai suoi piedi si trova Pietro che tende una mano per ricevere le chiavi del Paradiso.
La ricchezza dei dettagli, dagli alberi alle notazioni atmosferiche del cielo, creano una superficie vibrante di tratti, che conferisce drammaticità alla scena.
La cornice quattrocentesca, se non originale, è comunque probabilmente quella ricordata nell'inventario del 1492.